# ルシアン・ルドー
ルシアン・ルドー（リュシアン・リュドー、Lucien Rudaux、1874年10月16日 - 1947年3月15日）は、フランスのイラストレーター、著述家、天文家である。
画家である父親から学んだ絵画の技術で挿絵などを描く一方で、私設天文台まで建設して熱心に天文観測を行い、フランス天文学会でも活躍。また、挿絵だけでなく、自身の科学知識や観測能力を生かした科学普及に関する記事を、挿絵や写真付きで雑誌や新聞に多数執筆。豊富な挿絵・図解を掲載した著書も多く残した。現代宇宙芸術の方向性を決定付けた先駆者で、「宇宙芸術の始祖」と評される。

## 生涯
ルシアン・ルドーは1874年10月16日、セーヌ＝マリティーム県のコードベック＝レ＝エルブフで生まれた。画家であった父の体調が理由で、幼少の頃にノルマンディー地方グランヴィルのすぐ北に位置するドンヴィル＝レ＝ヴァンへ移住した。
少年時代のルドーは、イギリス海峡に面したドンヴィルの多様な自然に囲まれて過ごした。ここで、自然科学への関心を育んだルドーは、特に天文学に情熱を注ぎ、独学で高度な知識を身に着けた。幼い頃から双眼鏡も使った天体観察に触れ、10歳にして望遠鏡の自作に挑んだともいわれる。14歳のときに父から本格的な望遠鏡を与えられ、天体観測に明け暮れたルドーは、それが高じて後に私設天文台まで建設した。
父の徒弟として、絵画・版画の技術を身に着けたルドーは、パリへ出てイラストレーターを生業とする一方で、1892年にフランス天文学会に入会、その直後から20年以上にわたり、学会誌に多数の観測報告や図解を発表した。ルドーの画才と観測能力は、すぐに学会の創設者で会長だったカミーユ・フラマリオンに認められ、フラマリオンの著書“La Fin du Monde”（此世は如何にして終るか）にも挿絵を提供した。
1895年には兵役に就き、グランヴィルの第2歩兵連隊に配属された。この間、訓練で怪我を負い、足に故障を抱えるが、後に第一次世界大戦が勃発した際も、開戦間もなく動員された。しかし結局、健康上の理由から5ヶ月で補助部隊へ転属となり、1917年に退役している。
天文学会の中で、天文普及活動に精力的に取り組んでいたルドーは、挿絵描きだけでなく一般向け科学雑誌などの記事を執筆するようになった。1904年から“La Nature”誌に、1905年から“La Science illustrée”誌に、1906年から“Je sais tout”誌と“La Géographie”誌に、1908年からは“L'Illustration”紙に定期的に記事が掲載され、それらの記事にはルドー自身が描いた挿絵が付くのが常であった。

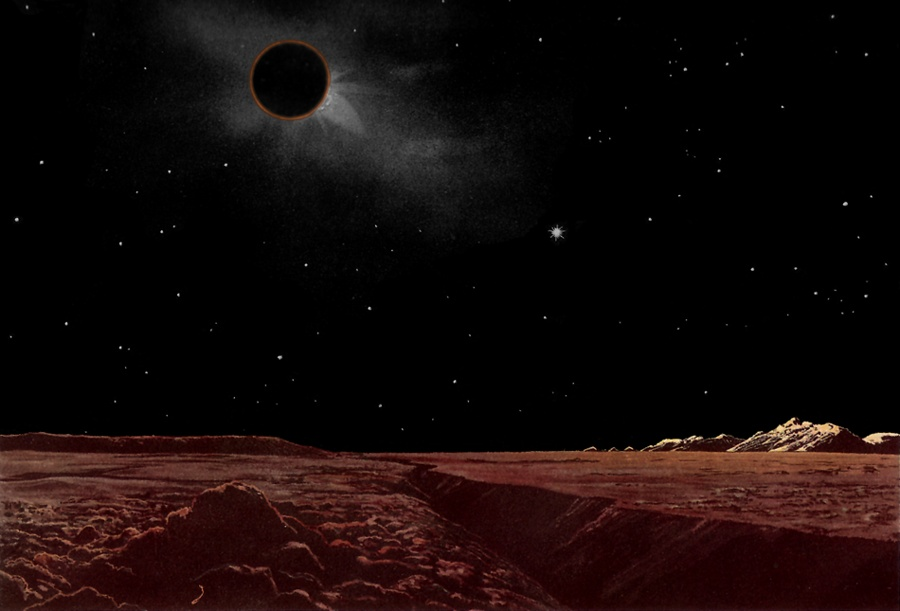
月面から眺めた日食の絵。

その後、雑誌記事だけでなく本の執筆も着手したルドーは、1908年に最初の著書“Comment étudier les astres”（星の観察法）を出版。これは後に英訳され（英題“How to study the stars”）、フランス国外でもその存在を知られるようになったルドーは、英誌“Illustrated London News”、米誌“American Weekly”にも記事を執筆するようになった。1923年には、アルフォンス・ベルジェの著書“Le Ciel”（天空）に多数の美しい挿絵や写真を提供。1925年に出版した“Manuel pratique d'astronomie”（天文学実用手引）は長年にわたって版を重ね、多くのアマチュア天文家の啓蒙に寄与した。1937年にはルドーの最高傑作とされる“Sur les autres mondes”（別世界にて）を出版、それまでのルドーの代表作を含む400以上の挿絵が掲載され、一面カラー挿絵のページも20に上った。その後も精力的に執筆活動を行ったが、遺作となった“Astronomie, les astres, l'univers”（天文学　星・宇宙）はルドーの死後、ジェラール・ド・ヴォークルールによって完成し、出版された。
1937年、ノーベル物理学賞受賞者のジャン・ペランが、科学博物館「発見の殿堂」を設立する際には、ルドーがその天文学部門を任され、自らいくつかの展示も制作した。また、1940年から1946年にかけては、「発見の殿堂」で案内役も務めた。
天文観測で空をみつめ続けたルドーは、天体だけでなく空のあらゆる現象に関心があり、長年気象観測と記録を続け、特に気象現象や雲の写真撮影に熱中していた。1937年にルドーは、フランス気象学会の会員となり、そちらでも講演や執筆を行っている。
1947年、重病に侵されたルドーは、数週間の闘病の後、3月15日にパリのアパルトマンで、73歳で亡くなった。

## 家族
父エドモン・ルドーは画家・版画家で、特に挿絵画家として知られ、ジョルジュ・サンドやヴィクトル・ユゴー、ピエール・ロティといった有名作家の小説にも挿絵を描いている。母マリー＝ルイーズ・リベール (Marie-Louise Libert) との間には2人の男子が誕生、ルシアンの兄は、海軍専属画家、後に肖像画家・イラストレーターとなったアンリ・ルドー (Henri Rudaux) である。
ルドーは、1900年にパスツール研究所ナント研究所長のギュスターヴ・ラッピン (Gustave Rappin) の娘アリス・ラッピン (Alice Rappin) と結婚。翌年、一子アンドレ (André) を授かった。アリスとは1907年に離婚、その後2度の再婚を経験している。最初の再婚相手、マルグリット・クーパン (Marguierite Coupin) とは死別し、2度目の再婚相手マリー＝ルイーズ・クロシェ (Marie-Louise Cloche) と残りの人生を共にした。マリー＝ルイーズの姉ガブリエル (Gabrielle Cloche) は、アンリ・ミヌールと結婚しており、ミヌールはルドーの義理の兄ということになる。

## 事績
ルドーの活動で特に傑出していたのは、画家と天文家としての活動だが、気象や地質をはじめとして幅広い科学分野に詳しく、写真術にも長けており、19世紀末から20世紀初頭の科学的精神を具現化した「何でも屋」として活躍した。観測者としての能力と、表現者としての技術が融合したルドーは、科学の普及者として類稀な存在であった。

### 科学

#### ドンヴィル天文台

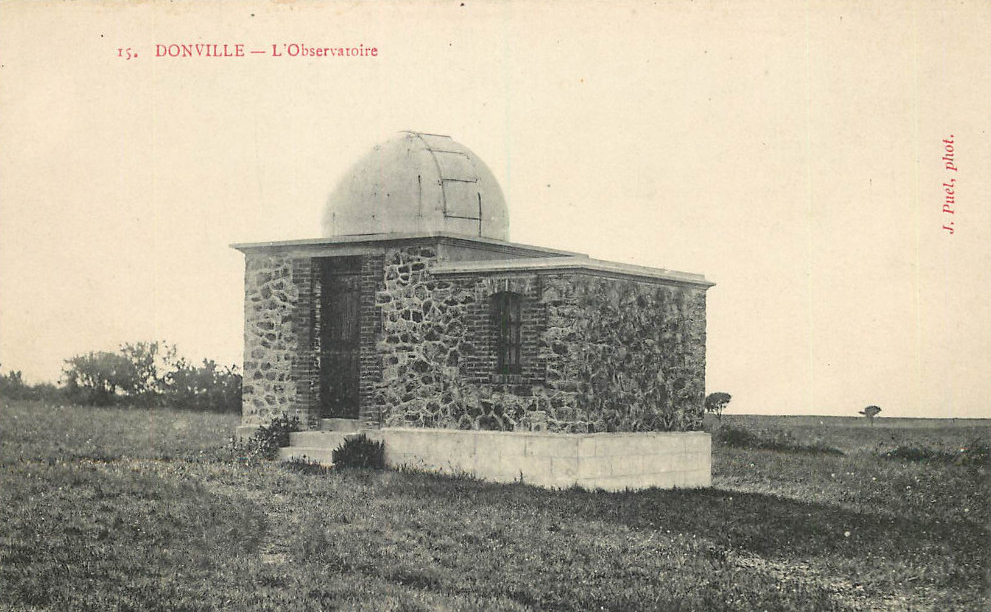
ドンヴィル天文台（2代目）

フランス天文学会で精力的に活動し、天体観測の詳細な記録も付け始めたルドーは、自らの天文台を建設することを決心。観測に適した立地として、父にドンヴィルの実家の庭の一角を使用する許可を得て、1894年に私設「ドンヴィル天文台 (Observatoire de Donville)」を建設した。
最初は、八角形の木造小屋にスクレタンの口径95 mm屈折望遠鏡と、副望遠鏡として口径75 mm屈折望遠鏡を据えたものだった。ここでルドーは、月、惑星、木星や土星の衛星などの観測を精力的に行った。また、絵画や望遠鏡の扱いだけでなく、写真にも熱中していたルドーは、太陽や木星の衛星などの写真撮影にも取り組み、天の川の写真星図まで作っていた。太陽フレアを白色光で観測した、最も初期の人間の一人ともいわれる。1904年のブルックス彗星 (Comet 1904 a, C/1904 H1) では、ウィリアム・ブルックスの発見以前に撮影した写真で彗星を捉えたことを報告しており、独立発見者の一人ともみなされる。
ルドーはその後、1903年、1928年と2度にわたって天文台を更新しており、望遠鏡はスクレタンの口径135 mm屈折望遠鏡、更に口径180 mm屈折望遠鏡へと大型化、また、太陽専用の観測設備や、気温・降水量・風向を測定し雲の観測を行う気象観測点、仕事場や寝室まで加え、施設を拡充していった。第二次世界大戦の際には設備が深刻な被害を受けたが、ルドーは亡くなるまでドンヴィル天文台での観測を続けた。ルドーの死後は、天文台は廃止され、望遠鏡の鏡筒はモロッコのラバトへと渡り、赤道儀はド・ヴォークルールによってオーストラリアの天文台へ送られている。

#### 気象
星の世界だけでなく、大気中の現象にも魅了されていたルドーは、1902年にドンヴィル天文台に気象観測点を設け、丹念に観測記録を付けた。写真も数多く撮影し、特に雲の写真で評価されている。雷やグリーンフラッシュ、オーロラといった特異な大気現象にも強い関心を持ち、雑誌記事にそれらの記事を執筆している。天文事典には、モン・サン＝ミシェルを背景にルドーが撮影した低緯度オーロラの写真も残っている。

#### 地質
ルドーの自然界の美への関心は、空に止まらなかった。地質にも興味を持ったルドーは、アリエ県へ化石発掘行へ出かけたこともあり、また、岩石や地形、地層といった地質学的な写真の撮影を行い、鉱物や化石の接写にも挑戦した。

#### ピレネー行
天文、気象上の関心から、ドンヴィルでは得られない観測環境を求めて、ルドーは度々ピレネー山脈を訪れた。ピレネーでは、自身の目的に沿った天文観測、気象観測を行った他、ピク・デュ・ミディ天文台を訪れ、そこでの仕事を手伝っている。トゥールーズ天文台長のバンジャマン・バイヨーが指揮した、新しいドームと宿舎の建設、望遠鏡の搬入にもかかわった。

#### 洞穴学
ルドーは、「洞穴学の父」といわれる地質学者エドゥアール＝アルフレッド・マルテルが1908年に行った、ピレネー山脈の地下探索に、協力者の一人として参加している。マルテルは“La Nature”誌の編集長も務めており、同誌に記事を執筆していたルドーとは旧知であった。ピレネーの山歩きに慣れており、地質に関心があり、絵画と写真に通じていたルドーは、この探索に適任だった。ルドーは探索行で多くの記録、略図、写真を残し、それらは洞穴学の発展にとって貴重な情報となった。

### 創作
ルドーは父に師事して絵画の技術を習得したが、父エドモンはバルビゾン派と親交深いウージェーヌ・ラヴィエイユの弟子であったので、ルドーの絵画もバルビゾン派の流れを汲んでいるといえる。虚構や空想とのつながりを排し、あるがままの自然の美を描こうとするバルビゾン派の理念は、ルドーの作品の特徴に通じるところがある。

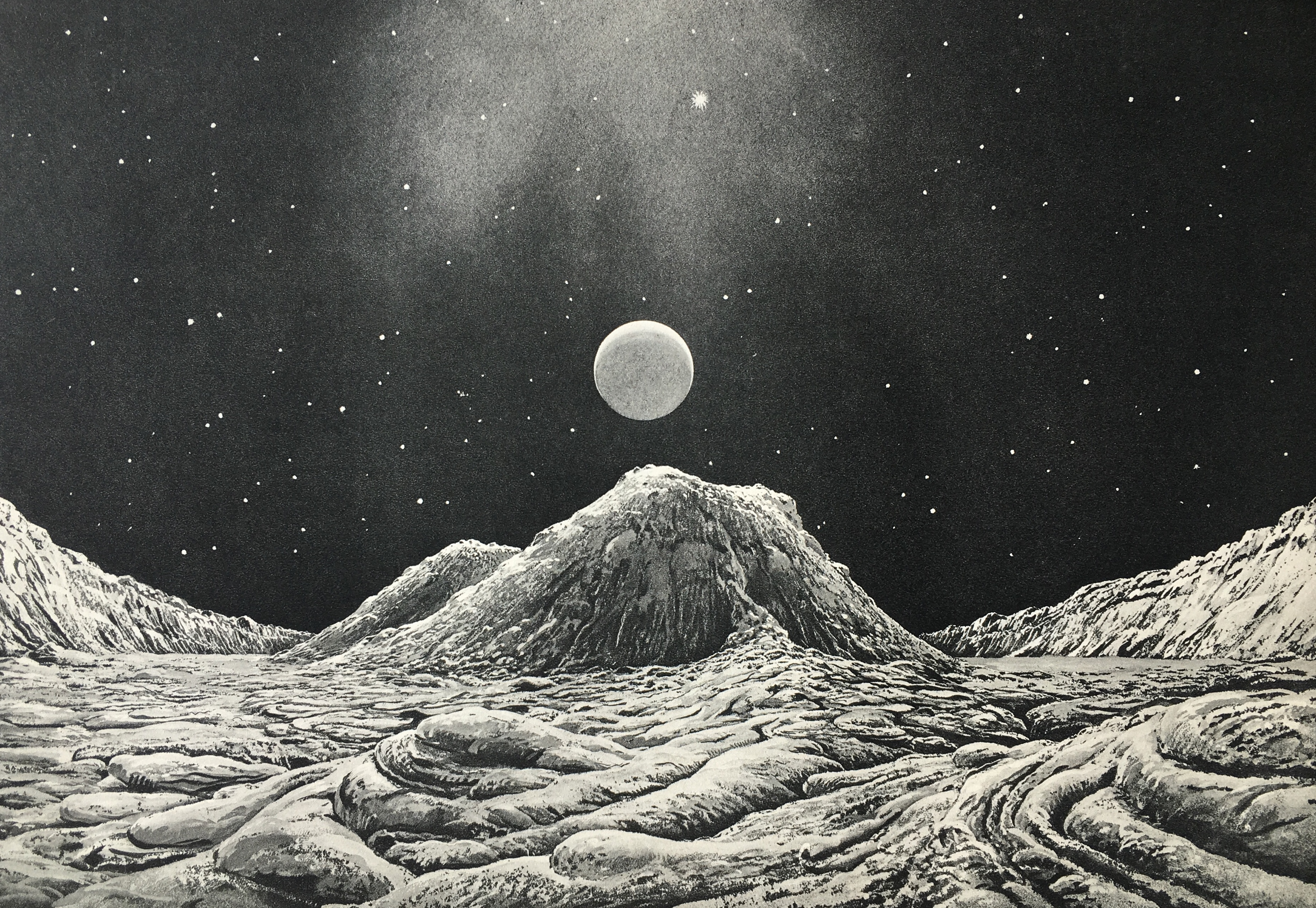
荒涼とした月のクレーターの底、中央丘の上に地球が浮かぶ。

ルドーは、職業イラストレーターとして様々な挿絵を描いたが、とりわけ重要なのは、宇宙風景画という新しい分野を切り拓いたことである。ルドーは、培った科学的精神と自然の知識に立脚し、観測者としての優れた能力に裏打ちされた、月や惑星、その衛星など地球外の世界の風景画を描いた。バルビゾン派の画家が地上の風景でしたように、ルドーは宇宙の風景において、神秘を排して写実的で合理的な絵画を、落ち着いた繊細な筆致で描いた。ルドーは構図にこだわり抜き、ともすれば暗く荒涼とした世界を、魅力的で美しいものにみせた。ルドーが確立した画法はつまり、「もしも旅行者が月や火星、木星の衛星上を歩いたとしたら、そこで目にするはずの光景」を描き出す、ということであった。そうしてルドーは、科学的な正しさと芸術性を両立させた、初めての宇宙芸術の真の専門家となった。ルドーの宇宙風景画の完成は、宇宙の描き方、宇宙芸術の発展の方向性にとって決定的な転機になった。

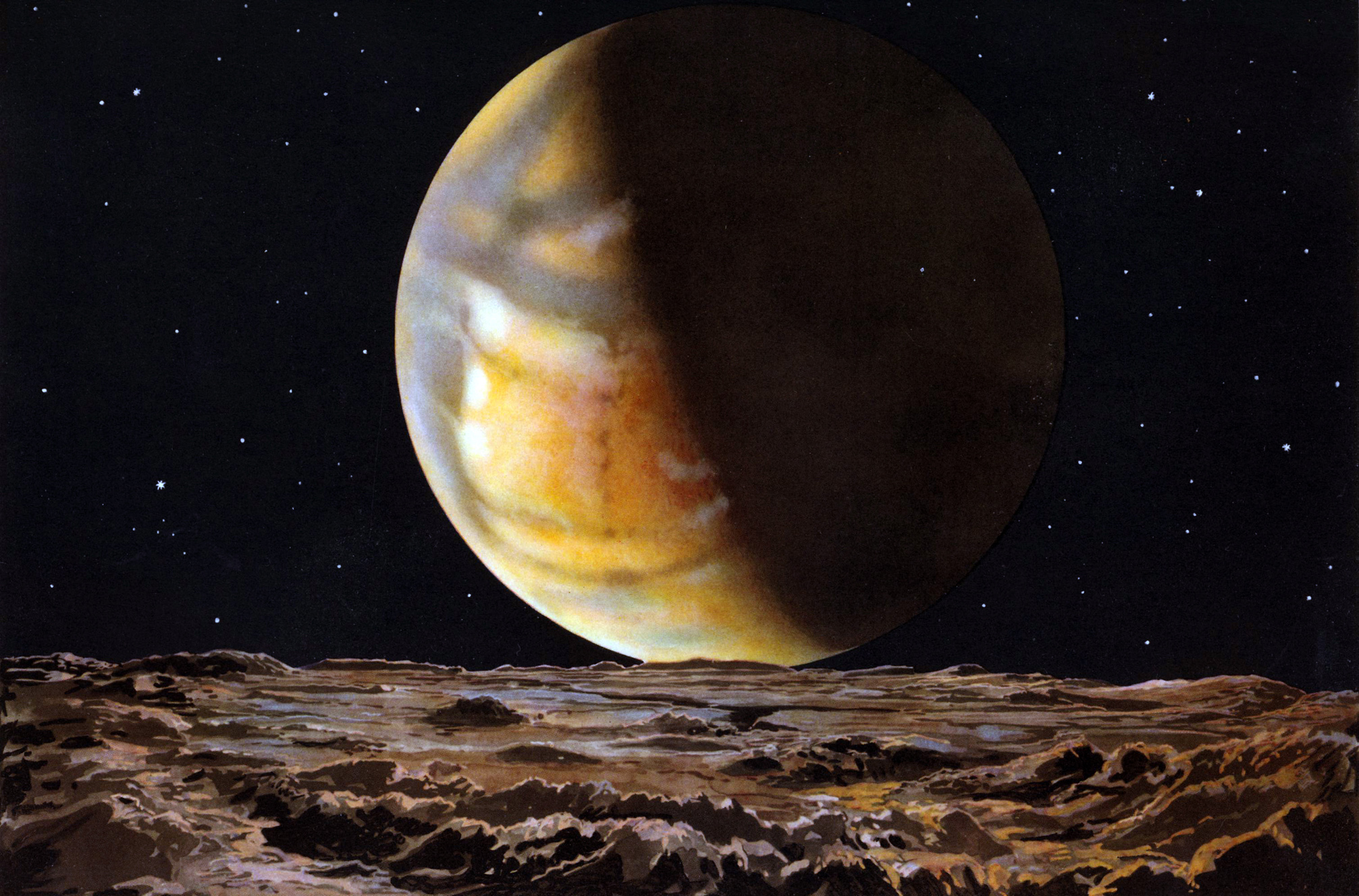
火星の衛星上からみた火星。

ルドーの宇宙風景画は、新しい芸術分野を開拓しただけでなく、天文家としての優れた観測能力を駆使して、並外れた予見性も備えていた。その白眉は月面の風景画で、ルドー以外の同時代の画家がおしなべて、ギザギザした峻厳な山々が並ぶ光景を描いたのに対し、ルドーは山の頂が丸みを帯びた、なだらかな起伏の風景を描いており、それはアポロ計画の数十年前に描かれたにもかかわらず、まるでアポロの宇宙飛行士が撮影した月面写真を元に描いたかのような風景画となっていた。月だけでなく、金星の地表は浸食が進んだ岩と砂塵の世界として描き、後にベネラ探査機が撮影した光景とそうかけ離れていないし、衛星からみた火星の表面にはたくさんの円形の模様を描き、後にマリナー探査機が発見するクレーターの大地を予見したかのようである。
ルドーが描いた宇宙の風景は、科学的な正しさだけでなく、高い現実感を伴っていた。ルドーは絵に現実感を与えるために、地上の風景を写真に撮影し、その乾板に別世界の風景を描き足す手法も用いていた。この方法は、ルドーが挿絵を描くにあたって作画の能率を上げることにも役立った。

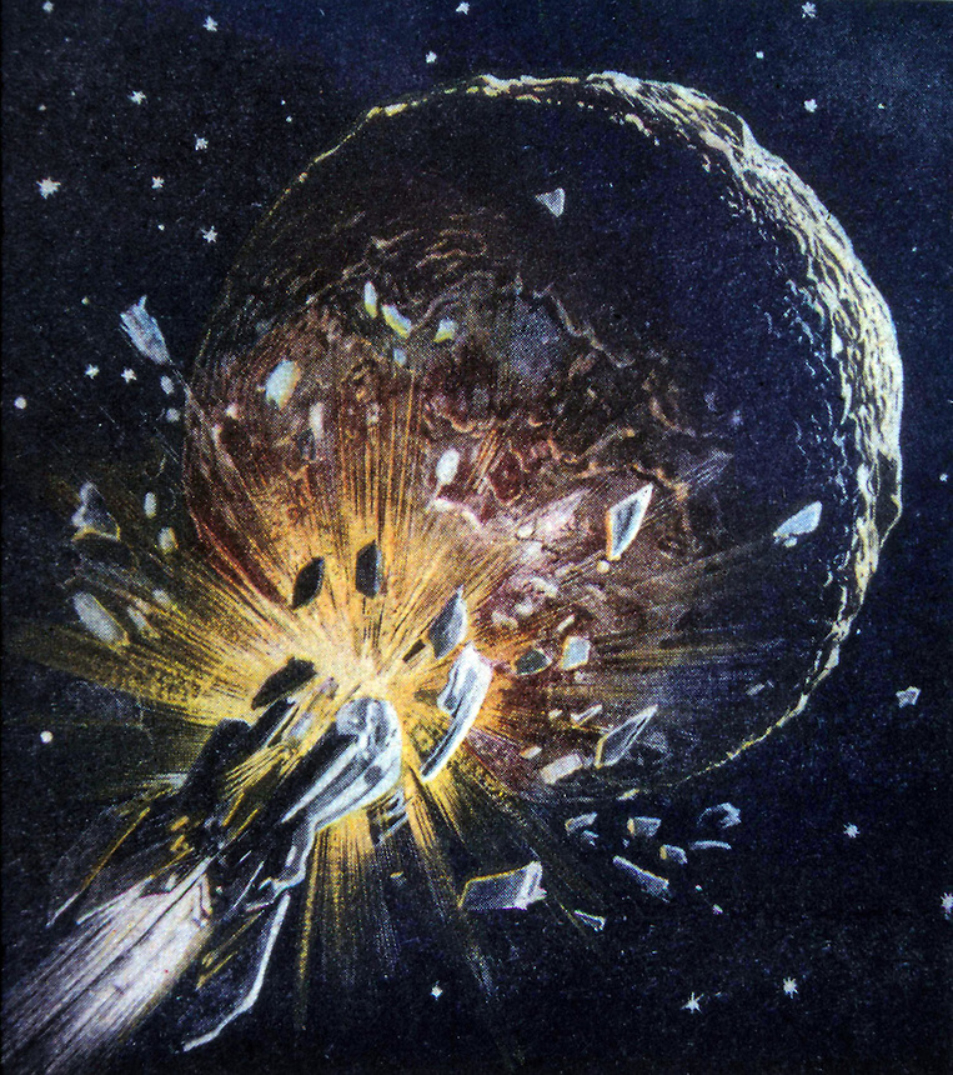
宇宙空間の危険

ルドーは現実感のある作品だけでなく、例えば“American Weekly”紙ではより自由に想像を巡らせた挿絵も描いていた。世界の終わりや、地球外生命、もし月が破壊されたら、といった、あまり専門的にならない話題を、生き生きと描かれた挿絵と共に論じ、大衆を引き付けた。これに限らず、著書でも初学者に向けて難解にならないよう、表現を噛み砕き、豊富な図解で理解を促進するよう腐心するなど、科学の普及家としても優秀であった。

#### 後世への影響
ルドーの晩年、ルドーに強い影響を受け、ルドーの次の世代で最高の宇宙芸術家となる「宇宙芸術の父」チェスリー・ボーンステルが登場すると、同じ主題を描いたものは、ボーンステルの絵にとって代わられていった。ルドーの絵も現実感があったが、まだまだ絵画的で、写実性や科学的正確性を求めた結果、その描写はやや外連味に欠けていた。この点を、ボーンステルの画業を扱った著作でヒューゴー賞を受賞したメルヴィン・シュッツ (Melvin H. Schuetz) は、「退屈」と評している。ボーンステルの絵は、ルドーのものよりも劇的で強烈な現実感を持ち、また細部には時代が下ったことによる科学技術の進歩の恩恵を受けていた。現代宇宙芸術の潮流を作っていったのは、ボーンステルらであり、ルドーではなかった。
しかし、宇宙芸術を志す者の間では、ルドーは忘れ去られておらず、例えば国際宇宙芸術家協会が1985年にデスヴァレーで開催したワークショップでは、参加した会員が皆“Lucian Rudaux lives”（ルシアン・ルドーは生きている）と書かれたシャツを身に着けていた。ルドーとボーンステルの作品を見比べると、ルドーなくしてボーンステルの成功もなかったであろうことは疑いようがなく、ルドーは宇宙芸術の父の父、つまり「宇宙芸術の始祖 (grandfather)」と評される。
ルドーに影響を受けた創作者には他にもおり、ベルギーの漫画家エルジェもその一人である。エルジェはルドーと直接交流もあり、代表作『タンタンの冒険』シリーズのうち『ふしぎな流れ星』に登場する天文台の所長は、ルドーに着想を得たといわれる。また、ルドーの作品は、絵画だけでなく第七芸術、つまり映画にも影響を与えた。ルドーの登場を契機として発展、確立した新しい美術の枠組みは、映画制作者も大いに刺激したのである。その影は、ジョージ・パルの『月世界征服』などにみることができる。

## 栄誉

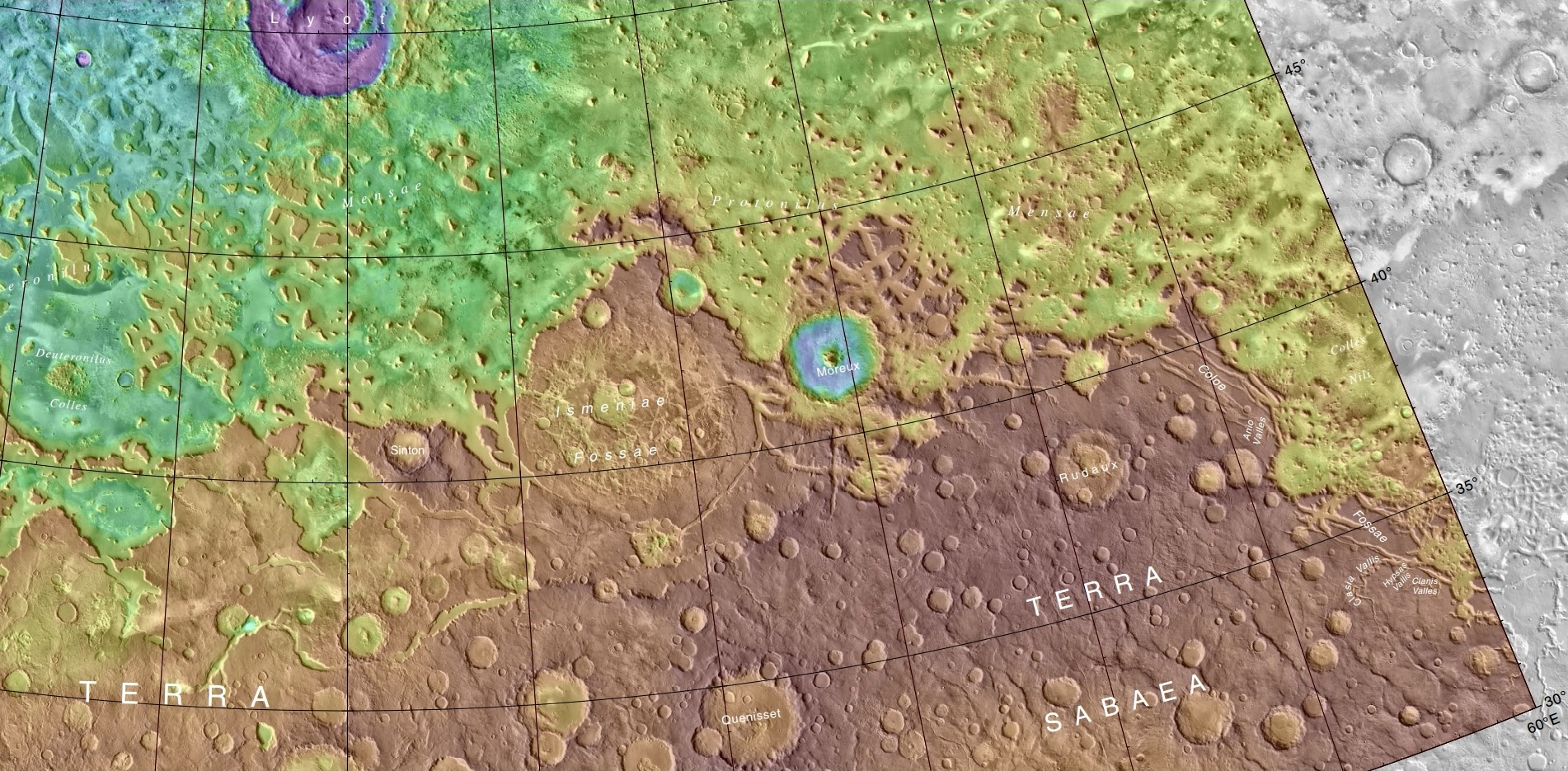
ルドー・クレーター

ルドーは、長年雑誌等で科学普及に寄与する挿絵、記事を発表し続けた功績により、1936年にレジオンドヌール勲章シュヴァリエを受章している。
ルドーのアマチュア天文家としての卓越した業績から、火星のクレーターの一つルドー・クレーター、そして1982年にエドワード・ボーエルが発見した小惑星ルドーに、その名が付けられている。
2000年、国際宇宙芸術家協会は、宇宙芸術分野の名匠を顕彰する「栄誉の殿堂」を創設し、併せて、宇宙芸術に生涯にわたり貢献した業績を評価、賛辞する賞を制定、その賞を「ルシアン・ルドー記念賞」と名付けた。ルドー記念賞の最初の受賞者には、ルドー自身も選ばれている。
ルドーの死後、ドンヴィル天文台はその姿を留めていないが、ドンヴィル＝レ＝バンの街では、ドンヴィル天文台跡の脇を通る通りに「オブセルヴァトワール通り（天文台通り、Rue de l'Observatoire）」という名称が残り、また公共図書館は「エドモン&ルシアン・ルドー」の名を冠している。

## 主な出版物

### 単著
- Comment étudier les astres. Paris: Masson. (1908)
- Ce qu'on voit dans le ciel, notions pratique d'astronomie. Paris: Garnier frères. (1912)
- Manuel pratique d'astronomie. Paris: Larousse. (1925)
- Sur les autres mondes. Paris: Larousse. (1937)
- La Terre et son histoire. Paris: Presses universitaires de France. (1941)
- La Pluie et le beau temps, la Terre, le jour et la nuit. Paris: Larousse. (1941)
- La Lune et son histoire. Paris: Nouvelles éditions latines. (1947)

### 共著
- Lucien, Rudaux; de Vaucouleurs, Gérard (1948). Astronomie, les astres, l'univers. Paris: Larousse

### 挿絵
- Berget, Alphonse (1923). Le ciel. Paris: Larousse